# 桂晓风
桂晓风（1944年8月—），男，汉族，祖籍浙江宁波，生于云南，中华人民共和国政治人物。毕业于宁波中学和复旦大学。曾任新闻出版总署副署长，中国编辑学会会长，第九、十届全国政协委员。